# Alchemilla orizabensis
Alchemilla orizabensis là loài thực vật có hoa trong họ Hoa hồng. Loài này được Fedde mô tả khoa học đầu tiên.